# منطقه ترا اون
منطقه ترا اون (به لاتین: Trà Ôn District) یک منطقهٔ مسکونی در ویتنام است که در مکونگ دلتا واقع شده‌است.

## خصوصیات
منطقه ترا اون ۲۵۸ کیلومترمربع مساحت و ۱۴۹٬۹۸۳ نفر جمعیت دارد.